# サイクス・ピコ協定
サイクス・ピコ協定（サイクス・ピコきょうてい、英: Sykes-Picot Agreement、仏: Accords Sykes-Picot、露: Соглашение Сайкса — Пико）は、第一次世界大戦中の1916年5月16日にイギリス、フランス、ロシア帝国の間で結ばれたオスマン帝国領の分割を約した秘密協定。イギリスの中東専門家マーク・サイクス (Mark Sykes) とフランスの外交官フランソワ・ジョルジュ＝ピコ(François Marie Denis Georges-Picot)によって原案が作成され、この名がついた。

## 概要
1915年11月頃から 連合国側は大戦後のオスマン帝国における勢力分割について秘密裏に交渉が始まり、イギリスのマーク・サイクスとフランスのジョルジュ＝ピコによって案の作成が進められた。その後、ロシア帝国外相セルゲイ・サゾーノフも加わってペトログラードで秘密協定が結ばれた。フサインの蜂起直前の1916年5月16日のことである。
内容は以下の通り。
- シャーム、アナトリア南部、イラクのモースル地区をフランスの勢力範囲とする。
- シリア南部と南メソポタミア（現在のイラクの大半）をイギリスの勢力範囲とする。
- 黒海東南沿岸、ボスポラス海峡、ダーダネルス海峡両岸地域をロシア帝国の勢力範囲とする。

この協定は、イギリスが中東のアラブ国家独立を約束したフサイン・マクマホン協定やイギリスがパレスチナにおけるユダヤ人居住地を明記したバルフォア宣言 （1917年11月）とイギリスが相矛盾する三枚舌外交をしたとして批判された。
1917年にロシア革命が起こると、同年11月にウラジーミル・レーニン政権によって旧ロシア帝国のサイクス・ピコ協定の秘密外交が明らかにされ、アラブの反発を強めることになった。
フサインの子ファイサル率いるアラブ軍は、1918年9月にシリアのダマスカス入城を果たしたが、この地を自国の勢力範囲と考えるフランスの反対を受け、1920年7月にダマスカスから追放された。フサイン・マクマホン書簡でのアラブ人国家の範囲は、ホムス、ハマー、アレッポ、ダマスカスを結ぶ線の東側（内陸側）ということになっていたが、1920年4月に開かれたサン・レモ会議ではこの地域のイギリス・フランスの勢力分割（=新国家の設立に当たってどちらの国が指導的役割を果たすかということ）がほぼ確定していた。
1921年8月23日、ファイサルはイギリスからイラク王に据えられた。また、反仏運動の指導者であったファイサルの兄アブドゥッラー1世（アブドゥッラー・ビン・フサイン）はイギリスからトランスヨルダンの首長に据えられ、これは現在のヨルダンとなっている。つまるところ、フランス勢力圏下にあったイラク北部やシリア近辺を除いて、フサイン・マクマホン書簡の約束は概ね守られた。

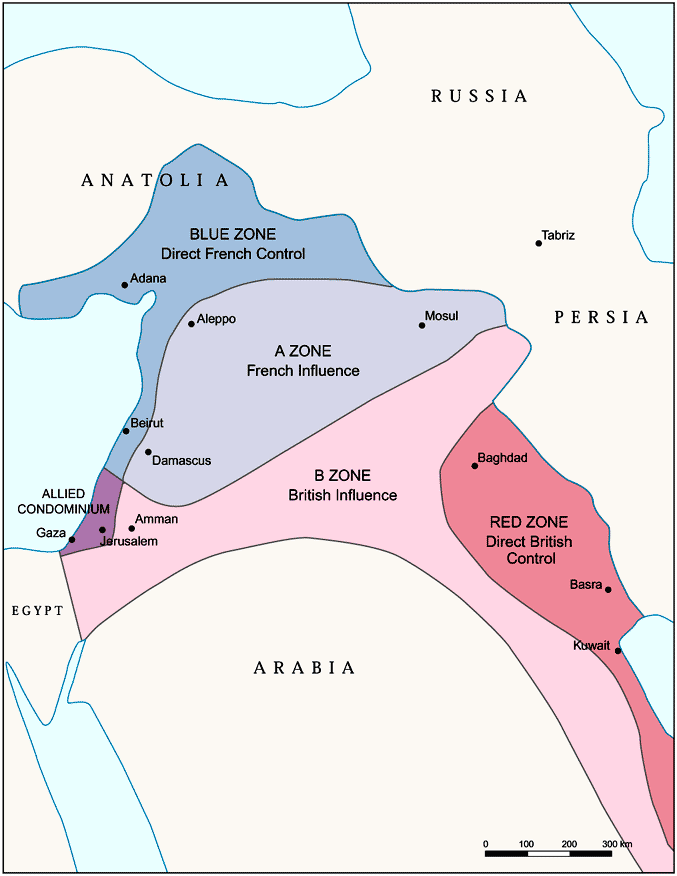
サイクス・ピコ協定。濃い赤はイギリス直接統治、濃い青はフランス直接統治、薄い赤はイギリスの、薄い青はフランスの勢力圏。紫（パレスチナ）は共同統治領

フサインが打ち立てたヒジャーズ王国は、その後、フサインがカリフを称したことで、イスラム教指導者層の反発も招き、ナジュドのイブン＝サウードによって1925年にヒジャーズ王国は倒された。イブン＝サウードは後にサウジアラビアを創始し、初代国王となった。
第一次世界大戦で敗戦国となったオスマン帝国は解体し、トルコ革命を経て、現在のトルコ共和国へと再生した。イギリスとフランスの中東分割は、1920年4月のサン・レモ会議でほぼ確定していたが、1923年にトルコ共和国がローザンヌ条約に調印したことで正式に分割された。
サイクス・ピコ協定や以後の分割交渉による線引きは、後のこの地域の国境にも影響している。フランスの勢力範囲となったシリア地方からは後にレバノン、シリアが独立し、イギリスの勢力範囲からは後にイラク、クウェートなどが独立した。地域によっては人工的に引かれた不自然な国境線となっている。
その後、一連の矛盾外交によって生じたパレスチナ問題や、1921年3月21日のカイロ会議ではガートルード・ベルの意見が採用されて現在も不自然な国境で分断されているクルド人問題など多くの問題が生じた。シリア東部からイラク西部にかけて勢力を拡大している過激派組織ISIL（イスラム国）も、サイクス・ピコ協定に怒りを抱いており、武装闘争を続ける動機の一つとされる。

## その他
- 当時フランスの首相兼外相だったアリスティード・ブリアンは、外交官フランソワ・ジョルジュ＝ピコを派遣してサイクス・ピコ協定を締結させたが、1926年にノーベル平和賞を受賞した。
- 映画「アラビアのロレンス」は、フサイン蜂起の頃を背景にしている。多少の脚色をまじえイギリスの工作員トーマス・エドワード・ロレンスの活躍を描く。
- モースル地区（現在はイラク領）はその後の交渉でイギリスの勢力範囲となった。当時、開発が本格化しつつあった油田の存在が交渉に大きな影響を与えた（en:Mosul Question）。

## 関連書籍
- 池内恵『サイクス=ピコ協定 百年の呪縛』(新潮選書)